# Carnival Magic
Carnival Magic è la seconda nave da crociera della classe Dream e, dopo la sua entrata in servizio, è diventata la nave ammiraglia della compagnia Carnival Cruise Line al posto della gemella Carnival Dream.
La nave è stata costruita dalla Fincantieri di Monfalcone ed è entrata in servizio nel maggio 2011

## Navi gemelle
- Carnival Dream
- Carnival Breeze
- Costa Diadema